# Adam Scott
Adam Paul Scott (Santa Cruz, 3 aprile 1973) è un attore statunitense.

## Biografia
È conosciuto per il ruolo di Mark Scout in Severance e Ben Wyatt in Parks and Recreation con il quale è stato nominato ai Critics' Choice Awards come miglior attore in una serie commedia nel 2013. Altri suoi ruoli di rilievo sono stati quello di Derek Huff in Fratellastri a 40 anni, Johnny Meyer in The Aviator, Henry Pollard nella serie Party Down, Ed McKenzie in Big Little Lies - Piccole grandi bugie, Adam Yates Jr. in Un tuffo nel passato 2, Trevor nella serie The Good Place e Tom nel film Fun Mom Dinner.

### Podcasting
Dal 2018 conduce il podcast R U talkin' R.E.M. RE: ME? insieme al comico Scott Aukerman. Il duo si presenta con lo pseudonimo Adam Scott Aukerman. Il programma analizza alcuni aspetti della carriera dei R.E.M. con un tono leggero, da commedia.

### Vita privata
Adam si è laureato alla American Academy of Dramatic Arts di Los Angeles. Vive a Hollywood con la moglie Naomi Sablan, produttrice che ha sposato nel 2005 e da cui ha avuto due figli, Frankie e Graham.

## Filmografia

### Attore

#### Cinema
- Cityscrapes: Los Angeles, regia di Michael Becker (1994)
- Hellraiser - La stirpe maledetta (Hellraiser: Bloodline), regia di Alan Smithee, Kevin Yagher (1996)
- Uomini spietati (The Last Days of Frankie the Fly), regia di Peter Markle (1996)
- Star Trek - Primo contatto (Star Trek: First Contact), regia di Jonathan Frakes (1996)
- Dinner and Driving, regia di Lawrence Trilling (1997)
- Girl, regia di Jonathan Kahn (1998)
- Scegli il male minore (The Lesser Evil), regia di David Mackay (1998)
- Too Smooth (Hairshirt), regia di Dean Paraskevopoulos (1998)
- Winding Roads, regia di Theodore Melfi (1999)
- Seven and a Match, regia di Derek Simonds (2001)
- Date Squad, regia di Amie Steir (2001) - cortometraggio
- Ronnie, regia di Christopher Haifley (2002)
- High Crimes - Crimini di stato (High Crimes), regia di Carl Franklin (2002)
- Bleach, regia di Jacob Rosenberg (2002) - cortometraggio
- Two Days, regia di Sean McGinly (2003)
- Something More, regia di Devon Gummersall (2003) - cortometraggio
- Torque - Circuiti di fuoco (Torque), regia di Joseph Kahn (2004)
- Off the Lip, regia di Robert Mickelson (2004)
- The Aviator, regia di Martin Scorsese (2004)
- The Matador, regia di Richard Shepard (2005)
- Quel mostro di suocera (Monster-in-Law), regia di Robert Luketic (2005)
- Art School Confidential - I segreti della scuola d'arte (Art School Confidential), regia di Terry Zwigoff (2006)
- Presagio finale - First Snow (First Snow), regia di Mark Fergus (2006)
- Who Loves the Sun, regia di Matt Bissonnette (2006)
- L'incubo di Joanna Mills (The Return), regia di Asif Kapadia (2006)
- Molto incinta (Knocked Up), regia di Judd Apatow (2007)
- The Great Buck Howard, regia di Sean McGinly (2008)
- Land Shark - Rischio a Wall Street (August), regia di Austin Chick (2008)
- Corporate Affairs, regia di Dan Cohen (2008)
- Fratellastri a 40 anni (Step Brothers), regia di Adam McKay (2008)
- Lovely, Still, regia di Nicholas Fackler (2008)
- The Vicious Kind, regia di Lee Toland Krieger (2009)
- Passenger Side, regia di Matt Bissonnette (2009)
- Una proposta per dire sì (Leap Year), regia di Anand Tucker (2010)
- AIDS: We Did It!, regia di Elizabeth Banks (2010) - cortometraggio
- Operation: Endgame, regia di Fouad Mikati (2010)
- Piranha 3D, regia di Alexandre Aja (2010)
- Quell'idiota di nostro fratello (Our Idiot Brother), regia di Jesse Peretz (2011)
- Friends with Kids, regia di Jennifer Westfeldt (2011)
- The Wedding Party (Bachelorette), regia di Leslye Headland (2012)
- HJ Gloves, regia di Lauryn Kahn (2012) - cortometraggio
- Parto con mamma (The Guilt Trip), regia di Anne Fletcher (2012)
- A.C.O.D. - Adulti complessati originati da divorzio (A.C.O.D.), regia di Stu Zicherman (2013)
- I sogni segreti di Walter Mitty (The Secret Life of Walter Mitty), regia di Ben Stiller (2013)
- They Came Together, regia di David Wain (2014)
- The Overnight, regia di Patrick Brice (2015)
- SWOP: I sesso dipendenti (Sleeping with Other People), regia di Leslye Headland (2015)
- Un tuffo nel passato 2 (Hot Tub Time Machine 2), regia di Steve Pink (2015)
- Black Mass - L'ultimo gangster (Black Mass), regia di Scott Cooper (2015)
- Krampus - Natale non è sempre Natale (Krampus), regia di Michael Dougherty (2015)
- My Blind Brother, regia di Sophie Goodhart (2016)
- Fun Mom Dinner, regia di Alethea Jones (2017)
- La donna più odiata d'America (The Most Hated Woman in America), regia di Tommy O'Haver (2017)
- Flower, regia di Max Winkler (2017)
- Little Evil, regia di Eli Craig (2017)
- The Disaster Artist, regia di James Franco (2017) - cameo
- Between Two Ferns - Il film (Between Two Ferns: The Movie), regia di Scott Aukerman (2019)
- Madame Web, regia di S. J. Clarkson (2024)
- The Monkey, regia di Oz Perkins (2025)

#### Televisione
- Dead at 21 - serie TV, episodio 1x01 (1994)
- Crescere, che fatica! (Boy Meets World) - serie TV, 4 episodi (1994-1995)
- Out of Order, regia di Leslie Libman, Larry Williams (1995) - cortometraggio televisivo
- E.R. - Medici in prima linea (ER) - serie TV, episodio 1x20 (1995)
- Murder One - serie TV, 6 episodi (1995)
- New York Police Department - serie TV, episodio 3x14 (1996)
- High Incident - serie TV, episodio 2x08 (1996)
- Payback, regia di Ken Cameron (1997) - film TV
- Cinque in famiglia (Party of Five) - serie TV, 7 episodi (1998-1999)
- Wasteland - serie TV, 7 episodi (1999)
- Sagamore, regia di Nick Marck (1999) - episodio pilota scartato
- Demon Town - serie TV, episodio 1x06 (2002)
- Six Feet Under - serie TV, episodi 2x05, 2x06 (2002)
- CSI: Miami - serie TV, episodio 2x15 (2004)
- Veronica Mars - serie TV, episodio 1x14 (2005)
- Law & Order - I due volti della giustizia (Law & Order) - serie TV, episodio 16x17 (2006)
- Tell Me You Love Me - Il sesso. La vita (Tell Me You Love Me) - serie TV, 10 episodi (2007)
- Trust Me - serie TV, episodi 1x01-1x03 (2009)
- Party Down - serie TV, 20 episodi (2009-2010)
- Eastbound & Down - serie TV, episodi 1x06, 2x06 (2009-2010)
- The Sarah Silverman Program. - serie TV, episodio 3x08 (2010)
- Parks and Recreation – serie TV, 97 episodi (2010-2015)
- The Wonderful Maladys, regia di Alan Taylor (2010) - episodio pilota scartato
- Childrens Hospital - serie TV, episodio 2x05 (2010)
- Pretend Time - serie TV, episodio 1x04 (2010)
- NTSF:SD:SUV - serie TV, episodio 1x04 (2011)
- Burning Love - serie TV, 6 episodi (2012-2013)
- The Greatest Event in Television History - serie TV, 4 episodi (2012-2014)
- Maron - serie TV, episodio 1x10 (2013)
- Drunk History - serie TV, episodio 1x01 (2013)
- Timms Valley - serie web, episodio 1x01 (2014)
- Next Time on Lonny - serie web, episodio 2x10 (2014)
- Comedy Bang! Bang! - serie TV, episodio 4x12 (2015)
- Angie Tribeca - serie TV, episodio 1x02 (2016)
- Bajillion Dollar Propertie$ - serie web, episodio 1x01 (2016)
- The Good Place - serie TV, 5 episodi (2016-2018)
- Big Little Lies - Piccole grandi bugie (Big Little Lies) – serie TV, 14 episodi (2017-2019)
- Veep - Vicepresidente incompetente (Veep) - serie TV, episodio 6x09 (2017)
- Wet Hot American Summer: Ten Years Later - miniserie TV, 7 episodi (2017)
- Do You Want to See a Dead Body? - serie web, episodio 1x01 (2017)
- Ghosted - serie TV, 16 episodi (2017-2018)
- I Love You, America - serie web, episodio 2x02 (2018)
- I'm Sorry. - serie TV, episodio 2x02 (2019)
- The Twilight Zone - serie TV, episodio 1x02 (2019)
- Scissione (Severance) - serie TV (2022-in corso)
- Loot - Una fortuna (Loot) - serie TV, 7 episodi (2022-2024)
- The Studio - serie TV, episodio 1x08 (2025)

### Produttore
- Passenger Side, regia di Matt Bissonnette (2009) - produttore esecutivo
- Party Down - serie TV, 10 episodi (2010) - produttore
- A.C.O.D. - Adulti complessati originati da divorzio (A.C.O.D.), regia di Stu Zicherman (2013) - produttore esecutivo
- The Greatest Event in Television History - serie TV, 3 episodi (2012-2014) - produttore esecutivo
- The Overnight, regia di Patrick Brice (2015) - produttore esecutivo
- Other People, regia di Chris Kelly (2016) - produttore
- Fun Mom Dinner, regia di Alethea Jones (2017) - produttore esecutivo
- Ghosted - serie TV, 16 episodi (2017-2018) - produttore esecutivo

### Regista
- The First A.D. (2011) - cortometraggio
- The Greatest Event in Television History - serie TV, 4 episodi (2012-2014)
- Parks and Recreation - serie TV, episodio 6x12 (2014)

### Sceneggiatore
- The First A.D. (2011) - cortometraggio
- The Greatest Event in Television History - serie TV, 4 episodi (2012-2014) - creatore

## Riconoscimenti
- Premio Emmy
  - 2022 – Candidatura per il miglior attore in una serie drammatica per Scissione[1]
  - 2022 - Candidatura alla miglior serie drammatica per Scissione

- Screen Actors Guild Award
  - 2020 – Candidatura per il miglior cast in una serie drammatica per Big Little Lies - Piccole grandi bugie

## Doppiatori italiani
Nelle versioni in italiano delle opere in cui ha recitato, Adam Scott è stato doppiato da:
- Nanni Baldini in Quel mostro di suocera, Fratellastri a 40 anni, Party Down, A.C.O.D. - Adulti complessati originati da divorzio, La donna più odiata d'America, Little Evil, The Disaster Artist, Scissione, Loot - Una fortuna, The Studio
- Roberto Gammino in L'incubo di Joanna Mills, Piranha 3D, Ghosted, Big Little Lies - Piccole grandi bugie
- Marco Vivio in SWOP: I sesso dipendenti, Un tuffo nel passato 2, Angie Tribeca
- Oreste Baldini in Crescere, che fatica!, CSI: Miami
- Roberto Certomà in The Aviator, Veronica Mars
- Fabrizio Manfredi in The Matador, Operation: Endgame
- Simone D'Andrea in Una proposta per dire si, Between Two Ferns - Il Film
- Stefano Crescentini in Quell'idiota di nostro fratello, Krampus - Natale non è sempre Natale
- Gianfranco Miranda in Friends with Kids, Black Mass - L'ultimo gangster
- Davide Albano in The Overnight, Wet Hot American Summer: Ten Years Later
- David Chevalier in High Crimes - Crimini di stato
- Massimiliano Manfredi in Torque - Circuiti di fuoco
- Emiliano Coltorti in The Wedding Party
- Riccardo Niseem Onorato in I sogni segreti di Walter Mitty
- Massimo Triggiani in Madame Web
- Fabio Boccanera in Tell Me You Love Me - Il sesso. La vita
- Alberto Bognanni in Trust Me
- Fabrizio Vidale in Parks and Recreation
- Davide Garbolino in NTSF:SD:SUV::
- Guido Di Naccio in The Good Place
- Gabriele Sabatini in The Monkey